# Islamic Girls School
Islamic Girls' School (al-Madrasa al-islamiyya lil-banat), var en flickskola i Jerusalem 1925-1948. 
Skolan grundades av Supreme Muslim Council (SMC) i Jerusalem i september 1925. Den låg nära al-Aqsamoskén, i ett hus där det tidigare hade legat en osmansk flickskola. Skolor för flickor var ingenting nytt i Palestina. Sedan mitten av 1800-talet hade västerländska missionärer öppnat skolor för flickor, och under Brittiska Palestinamandatet öppnade de brittiska kolonialmyndigheterna dessutom statliga skolor. Arabnationalister ansåg att dock att dessa utländska skolor fick deras barn att glömma sin kultur. Utbildning för flickor, som ännu var långt från en självklarhet, hade dock börjat bli accepterad bland den arabiska medel- och överklassen. Ett antal privata flickskolor öppnade därför vid denna tid: den kanske första var den som öppnades av Islamic Society of Haifa 1921, och National Orthodox Girls's School i Jaffa 1923, men de flesta skolor förblev tillfälliga. Islamic Girls School var den kanske första permanenta skolan för flickor och blev en pionjärskola. 
Islamic Girls School erbjöd sina elever utbildning i moderna ämnen i enlighet med den västerländska skolformens modell, men kombinerade detta med nationalism och islam. Detta motsvarade behovet hos den palestinska överklassen, som vid denna tid började bli europeiserad, men samtidigt var anhängare av nationalism och ville bevara en kulturell särart. Idén var den populära idén att kvinnor i egenskap av nationens mödrar behövde kunna utbilda sina barn och skulle spela en viktig roll i ett framtida självständigt land. De lärare som anställdes var arabiska kvinnor från andra länder, som hade fått sin utbildning i västerländska skolor. Rektorer var hadiya och Maryam Lufti 1925-1926, Matilde Saad 1926-1929, Munira Saffuri 1929-1931, Widad al-Muhmasani 1931-1932, och Suad al-Asir al-Husayni 1932-1948. Kvinnorna som undervisade vid skolan var ofta kristna araber, eftersom muslimska kvinnor vid denna tid sällan förväntades arbeta utanför hemmet. 
Eleverna vid skolan tillhörde till stor del den arabiska överklassen. Många kvinnor som senare blev kända som feminister och nationalister studerade eller undervisade vid skolan. En del elever fortsatte från denna skola till sekundärutbildning, men det var vanligt att flickor endast gick en tid i skola för att få bildning innan de gifte sig. 